# The Crow
The Crow („Die Krähe“) ist eine Graphic Novel des US-amerikanischen Zeichners James O’Barr. James O’Barr begann die Arbeit 1981 während seiner Stationierung in Deutschland, um den Unfalltod seiner Verlobten zu verarbeiten und veröffentlichte die erste 32-seitige Ausgabe von „The Crow“ im Februar 1989 bei Caliber Press. Diese Ausgabe war Ian Curtis, dem Leadsänger der Band Joy Division gewidmet, der sich am 18. Mai 1980 in Macclesfield bei Manchester erhängte und dessen Tod ebenfalls einen starken Impuls für die Entstehung von J. O’Barrs Werk gab.
Die Handlung war auf fünf Einzelhefte, „Pain“, „Fear“, „Irony“, „Despair“ und „Death“ ausgelegt, wobei das letzte Kapitel „Death“ den doppelten Seitenumfang haben sollte. Bis zur Veröffentlichung von „Death“ sollten infolge finanzieller Schwierigkeiten beim Verlag aber noch über 2 Jahre vergehen. Schließlich wurde die komplette Serie 1991 bei Tundra Publishing Ltd in 2 Teilen, „Pain & Fear“ und „Irony & Despair“ zusammen mit einigem neuen Material wiederveröffentlicht und 1992 erschien der finale Teil „Death“.

## Handlung
Die Handlung des Sammelbandes beginnt mit Eric, wie er einen Kleinkriminellen namens Mr. Jones aufsucht, um an Informationen über T-Bird, Tom Tom, Top Dollar, Fun Boy und Tin Tin zu kommen. Dabei wird Eric, der eine Art Harlekin-Fratze im Stil von Alice Cooper auf sein Gesicht gemalt hat, von Mr. Jones mit einem Messer verletzt, zeigt sich aber unbeeindruckt vom Schmerz. Von ihm erfährt er die Adresse von Tom Tom. Erics erstes Opfer ist Tin Tin, den er stellt, nachdem dieser aus einer Laune heraus erst eine alte Frau, dann seine beiden Kollegen auf offener Straße erschießt. Wieder zeigt sich Eric unbeeindruckt von Schmerz, als Tin Tin auf ihn schießt. Man erfährt, dass Tin Tin zu der Gang gehörte, die Eric und seine Freundin Shelly vor einem Jahr in einer kalten Oktobernacht während einer Autopanne überfielen und ermordeten. Eric erschießt Tin Tin. Erics nächste Opfer werden Top Dollar und seine Gang. Durch den kompletten ersten Band „Pain“ ziehen sich Rückblenden und kurze Sequenzen, welche Erics Leiden verdeutlichen. Das Motiv Krähe erscheint im 1. Band nur an einer Handvoll Stellen, immer begleitet von der Bitte des Vogels, Eric solle „nicht hinsehen“.
Der 2. Akt „Fear“ wird eingeleitet von Erics Abrechnung mit Tom Tom, den er unmittelbar, nachdem dieser einen geistig Behinderten abgestochen hat, mit einem Samurai-Schwert angreift. Von Tom Tom erfährt Eric, dass T-Bird Shellys Verlobungsring bei Gideons Pfandhaus versetzt hat. Eric ermordet den Ladenbesitzer und findet den Ring. Als er gerade damit fertig ist, Kerosin im Ladenlokal zu verteilen und den Behälter mit einer improvisierten Lunte zu versehen, wird er von einem Streifenpolizisten gestellt. Eric bittet den Polizisten einem gewissen Sgt. Hook „Grüße von der Krähe“ auszurichten und lässt ihn dann einfach stehen. Als Sgt. Hook die Grüße ausgerichtet bekommt, kann er den Namen offenbar Eric zuordnen, denn er geht zum Aktenschrank und wirft dessen Akte in den Mülleimer.
Der 3. Band „Irony“ wird eingeleitet von einem Besuch bei Fun Boy. Auf den Treppen vor dessen Wohnung trifft er ein junges Mädchen namens Sherri, deren Mutter gerade oben bei Fun Boy ist, um „Medizin“ für ihren Freund zu besorgen. Eric schenkt ihr Shellys Verlobungsring.
Oben bei Fun Boy in der Wohnung schmeißt Eric Sherris Mutter aus dem Bett und stellt Fun Boy zur Rede. Die Krähe verrät ihm, dass Fun Boy Morphium genommen hat. Eric nimmt 3 Flaschen Morphium an sich und befiehlt Fun Boy zusammen mit dem Rest der Gang um Mitternacht an der Gin Mill zu warten. Wieder zuhause betritt Eric zum ersten Mal wieder sein altes Schlafzimmer und drückt sich das Morphium. Um Mitternacht drückt sich Eric eine weitere Dosis Morphium in den Hals und tötet anschließend jeden in der Bar außer Fun Boy, dem er befiehlt T-Bird, den Kopf der Gang, zum Schauplatz des Überfalls zu bringen.
Der 4. Band „Despair“ beginnt mit einer Rückblende, die die Ereignisse des letzten Jahres näher beleuchtet. Eric und Shelly haben eine Autopanne. T-Bird und seine Gang halten an. Als die Gang Shelly gegenüber zudringlich wird, setzt sich Eric zur Wehr und wird von T-Bird zwei Mal in den Hinterkopf geschossen. Eric stirbt aber nicht sofort, sondern muss mit ansehen, wie seine Freundin vergewaltigt und erschossen wird und Fun Boy abschließend die Leiche schändet. Die Krähe redet ihm die ganze Zeit gut zu, er solle nicht hinsehen. Der Akt endet mit einer Szene mit Sgt. Hook an Erics Krankenbett. Er drückt dem vermeintlich komatösen Eric sein Beileid aus und hinterlässt ihm seine Karte. Eric erwacht kurz und sagt, dass die Krähe ihm gesagt habe, dass er nicht hinsehen solle. Eric stirbt anschließend auf dem Operationstisch, scheint aber noch zu hören, was nach seinem Tod gesprochen wird. Er wird in dem Moment seines Todes von der Krähe angesprochen, die ihm mitteilt, dass er jetzt nicht gehen könne, da er „Verantwortungen“ habe.
Der 5. Band „Death“ beginnt mit der elegischen Einstimmung auf den Showdown. Eric verbrennt seine Erinnerungsstücke sowie sein Haus, besucht ein letztes Mal Sherri und beerbt Sgt. Hook mit seiner Katze. Anschließend tötet er den Freund von Sherris Mutter. Er bittet Officer Albrecht, der ihn zuvor im Pfandleihhaus gestellt hatte, künftig nach Sherri zu sehen. Unterdessen wird der ungläubige T-Bird von Fun Boy über die Situation informiert. Als er sich in der Küche einen Druck geben will, wird Fun Boy von der Krähe überrascht. Eric erlaubt Fun Boy durch eine selbst injizierte Überdosis zu sterben. Während er Fun Boy beim Sterben zusieht, jagt er sich zwei Spritzen Morphium ins Herz und ritzt sich mit einem Jagdmesser eine Dornenkrone in die Brust. Anschließend tötet er in der Gin Mill 15 Leute aus T-Birds Gang. Im Anschluss daran stellt Eric T-Bird und seine Gang im Freien. Er wird von Kugeln durchsiebt, ist aber nicht aufzuhalten. T-Bird kann kurzzeitig fliehen, wird aber von Eric verfolgt und als er den Ort des Überfalls passiert, von einer vorbeifliegenden Krähe von der Straße abgedrängt. Eric tötet ihn anschließend mit einem Hammer.
Der Band endet in einer Szene auf dem Friedhof und Erinnerungen an Shelly.

## Veröffentlichung
1993 veröffentlichte Kitchen Sink Press die drei Einzelausgaben als 244-seitigen Sammelband mit einigem bislang unveröffentlichten Material, wie z. B. einer 8-seitigen farbigen Bildergalerie.
Die aktuelle englische Ausgabe erscheint bei Pocket Books. 2011 erschien bei Gallery Books eine Special Edition, erneut mit bisher unveröffentlichtem Material, auch neuen Story-Seiten.
1994 erschien der Sammelband parallel zum Film The Crow – Die Rache der Krähe auf Deutsch bei dem Verlag Kult Editionen. 2020 erschien bei Dani Books die The Crow: Ultimate Edition neu übersetzt und mit 30 von James O' Barr restaurierten Seiten und einem Vorwort von selbigem.
Jeweils zu den Filmstarts 1994 und 1996 erschienen auch Umsetzungen der Filmvorlage als Romane.
1996 erschienen bei Kitchen Sink Press die nur vom Motiv verwandten je 3-teiligen Fortsetzungen The Crow: Dead Time, The Crow: Flesh and Blood und The Crow: Wild Justice, sowie eine Miniserie zur Kino-Fortsetzung The Crow – City of Angels. Während sich J.O’Barr für Dead Time noch für die Story und das Cover verantwortlich zeigte, war es bei Flesh and Blood nur noch das Cover-Artwork. Bei Wild Justice erscheint sein Name lediglich noch auf dem Cover und beim Copyright. Bei der Miniserie zu City of Angels ist es nur noch ein Vermerk in den Credits.
Von 1997 bis 1998 erschien bei Kitchen Sink Press die vierteilige Miniserie The Crow: Waking Nightmares. Kurz darauf ging der Verlag pleite.
1998 erschien bei The Ballantine Publishing Group die Kurzgeschichtensammlung The Crow: Shattered Lies and Broken Dream mit u. a. einer 7-seitigen Kurzgeschichte und einigen Illustrationen von J.O’Barr.
1999 veröffentlichte Image Comics eine neue 10-teilige Comicserie, die auf der ursprünglichen Geschichte basierte.

## Filme
Auf Basis der Comicvorlage entstanden mehrere Filmumsetzungen. Der erste Kinofilm von 1994 ist dabei die Umsetzung der Handlung aus dem ursprünglichen Comic. Die drei voneinander unabhängigen Fortsetzungen basieren lediglich noch auf der Idee. 1998 startete eine kurzlebige Fernsehserie, die die Geschichte des Comics aufgriff und für eine Serie modifizierte.
- 1994: The Crow – Die Krähe (Original: The Crow)
- 1996: The Crow – Die Rache der Krähe (Original: The Crow: City of Angels)
- 1998: The Crow – Die Serie (Fernsehserie; Original: The Crow: Stairway to Heaven)
- 2000: The Crow III – Tödliche Erlösung (Original: The Crow: Salvation)
- 2004: The Crow – Wicked Prayer (Original: The Crow: Wicked Prayer)
- 2024: The Crow

2000 erschien zusätzlich noch eine wenig beachtete und vermutlich unlizenzierte Neuauflage der 1994er Fassung namens „Wings of the Crow“. Bemerkenswert ist, dass die Hauptfigur hier weiblich ist.
Seit 2008 wird an einer Neuverfilmung des Klassikers von Alex Proyas aus dem Jahr 1994 gearbeitet. Über die Jahre hinweg waren verschiedenen Regisseure, darunter Stephen Norrington, Juan Carlos Fresnadillo, F. Javier Gutiérrez und Corin Hardy, und unterschiedliche Hauptdarsteller, darunter Bradley Cooper, Luke Evans, Jack Huston und Jason Momoa, am Filmprojekt beteiligt; eine Umsetzung kam allerdings nicht zustande. Erst im Jahr 2022 konnte das Reboot The Crow mit Regisseur Rupert Sanders und Hauptdarsteller Bill Skarsgård realisiert werden.
Die Weltpremiere von The Crow war am 20. August 2024 in New York City, die erste Veröffentlichung am 21. August 2024 in Frankreich und am 23. August ín den USA. In den deutschen Kinos war die PreView am 7. September 2024, die Veröffentlichung am 12. September 2024.

## Merchandise
Insbesondere die ersten beiden Filme fluteten den Markt mit einer schier unüberschaubaren Menge von Merchandising-Artikeln. Neben einer Vielzahl von Postern und T-Shirts, gibt es u. a. Sammelkarten zum Film, ein Sammelkartenspiel, Statuen, Buchstützen, Zippo, Schweißbänder, Lufterfrischer, Schlüsselanhänger, Lunchbox (mit Thermoskanne) und ein Spiel für die Playstation 1.